# Battaglia di Dunbar (1650)
La battaglia di Dunbar è stato uno scontro armato avvenuto nel contesto della guerra civile inglese. Avvenne il 3 settembre del 1650 e vide coinvolte le truppe parlamentari, guidate dal futuro Lord protettore d'Inghilterra Oliver Cromwell e quelle scozzesi fedeli a Carlo II, comandate da David Leslie.